# Allez-et-Cazeneuve
 Allez-et-Cazeneuve  es una población y comuna francesa, en la región de Aquitania, departamento de Lot y Garona, en el distrito de Villeneuve-sur-Lot y cantón de Sainte-Livrade-sur-Lot.

## Demografía
| 419 | 408 | 406 | 478 | 583 | 579 |
| Para los censos de 1962 a 1999 la población legal corresponde a la población sin duplicidades (Fuente: INSEE [Consultar]) |     |     |     |     |     |